# Tratado Cañas-Jerez
El Tratado de límites Cañas-Jerez entre Nicaragua y Costa Rica fue suscrito el 15 de abril de 1858, como una solución a la creciente tensión limítrofe que existía entre los dos países.

## Antecedentes
Después de la anexión del Partido de Nicoya en 1824 a Costa Rica, Nicaragua reclamó en reiteradas ocasiones este territorio. Para tratar de solucionar el problema se suscribieron el tratado Oreamuno-Buitrago (1838), el tratado Madriz-Zavala (1846), el tratado Molina-Juárez (1848), el tratado Molina-Marcoleta (1854), el tratado Cañas-Juárez (1857) y el tratado Cañas-Martínez (1857), pero ninguno llegó a ser ratificado por ambos países, y tampoco dieron resultado las proposiciones Webster-Crampton (1852).

## Negociación
En abril de 1858 Nicaragua envió a San José al General Máximo Jerez Tellería como Ministro Plenipotenciario, para tratar de negociar un nuevo acuerdo. Costa Rica designó para negociar con Jerez Tellería al General José María Cañas Escamilla. 

### Aprobación
La negociación se vio favorecida por la presencia en Costa Rica de Félix Belly, periodista francés interesado en promover un contrato para la construcción de un canal interoceánico y el 15 de abril se suscribió el tratado de límites, que fue aprobado por ajustada mayoría en el Congreso de Costa Rica y también recibió la aprobación de la Asamblea Constituyente de Nicaragua. 

### Canje
El Presidente de Costa Rica Juan Rafael Mora Porras viajó a Rivas, en Nicaragua y en esa ciudad tuvo lugar el canje del tratado, con el presidente de Nicaragua, Tomás Martínez Guerrero. 

## Objeciones de Nicaragua
En el decenio de 1870 Nicaragua empezó a plantear objeciones a la validez del tratado de límites. 
Para tratar de resolver la diferencia se efectuaron las negociaciones Herrera-Zavala (1872) y las negociaciones Víquez-Pasos (1886) y se firmaron el tratado Zambrana-Álvarez (1883) y el tratado Castro-Navas (1884), pero no se logró llegar a un arreglo. 

### Arbitraje
A principios del año 1886 hubo otra agudización de las tensiones entre Costa Rica y Nicaragua, y gracias al concurso de Guatemala se logró suscribir una convención arbitral, que firmaron Ascensión Esquivel Ibarra por Costa Rica y José Antonio Román por Nicaragua. 
En la convención Esquivel-Román se acordó someter la cuestión de la validez del tratado Cañas-Jerez al arbitraje del presidente de los Estados Unidos. El 22 de marzo de 1888 el presidente Grover Cleveland reconoció la validez del tratado Cañas-Jerez. El Laudo Cleveland también aclaró varios puntos de dudosa interpretación en el convenio limítrofe.